# Theridion pallasi
Theridion pallasi là một loài nhện trong họ Theridiidae.
Loài này thuộc chi Theridion. Theridion pallasi được A. V. Ponomarev miêu tả năm 2007.